# White Salmon (település)
White Salmon az Amerikai Egyesült Államok északnyugati részén, Washington állam Klickitat megyéjében elhelyezkedő város. A 2010. évi népszámlálási adatok alapján 2224 lakosa van.

## Történet
A település első lakói Erastus Joslyn és felesége voltak, akik a klickitat törzstől vásároltak földet. 1858. október 31-én az indiánok elvesztették a yakima háborút, így a következő évben számos fehér telepes érkezett ide, az indiánokat pedig a Yakama rezervátumba kényszerítették.
Az egykor a Columbia folyóban és a környező vizekben élő halfajról elnevezett White Salmon 1907. június 3-án kapott városi rangot.

## Éghajlat
A város éghajlata mediterrán (a Köppen-skála szerint Csb).
| Hónap                         | Jan.  | Feb.  | Már.  | Ápr. | Máj. | Jún. | Júl. | Aug. | Szep. | Okt. | Nov.  | Dec.  | Év    |
| ----------------------------- | ----- | ----- | ----- | ---- | ---- | ---- | ---- | ---- | ----- | ---- | ----- | ----- | ----- |
| Rekord max. hőmérséklet (°C)  | 18,3  | 20,6  | 27,2  | 32,8 | 38,9 | 40,6 | 41,7 | 41,7 | 37,8  | 35,6 | 22,8  | 20,0  | 41,7  |
| Átlagos max. hőmérséklet (°C) | 5,6   | 8,3   | 12,8  | 16,1 | 20,6 | 23,3 | 27,8 | 27,8 | 24,4  | 17,8 | 10,0  | 4,4   | 16,6  |
| Átlagos min. hőmérséklet (°C) | −0,6  | −0,6  | 1,7   | 3,9  | 7,2  | 10,6 | 12,8 | 12,2 | 7,8   | 3,3  | 1,1   | −1,1  | 4,9   |
| Rekord min. hőmérséklet (°C)  | −28,9 | −29,4 | −12,8 | −5,6 | −3,3 | −2,8 | 2,2  | −1,7 | −18,9 | −9,4 | −20,6 | −32,8 | −32,8 |
| Átl. csapadékmennyiség (mm)   | 135   | 103   | 76    | 45   | 33   | 22   | 7    | 8    | 23    | 58   | 137   | 150   | 797   |
| Forrás: The Weather Channel   |       |       |       |      |      |      |      |      |       |      |       |       |       |

## Népesség
A 2010-es népszámláláskor a városnak 2224 lakója, 921 háztartása és 529 családja volt. A népsűrűség 570,3 fő/km2. A lakóegységek száma 1039, sűrűségük 266,4 db/km2. A lakosok 78,8%-a fehér, 0,3%-a afroamerikai, 1,4%-a indián, 0,9%-a ázsiai,  14,7%-a egyéb, 3,9%-a pedig kettő vagy több etnikumú. A spanyol vagy latino származásúak aránya 24,4% (   )
A háztartások 31,5%-ában élt 18 évnél fiatalabb. 45,7% házas, 10,7% egyedülálló nő, 4,2% egyedülálló férfi, 39,3% pedig nem család. 33,1% egyedül élt; 14,3%-uk 65 éves vagy idősebb. Egy háztartásban átlagosan 2,41 személy élt; a családok átlagmérete 3,09 fő.
A medián életkor 38,1 év volt. A város lakóinak 25,6%-a 18 évesnél fiatalabb, 6,5% 18 és 24 év közötti, 26,8%-uk 25 és 44 év közötti, 25,2%-uk 45 és 64 év közötti, 15,8%-uk pedig 65 éves vagy idősebb. A lakosok 48,6%-a férfi, 51,4%-a pedig nő.

## Fordítás
Ez a szócikk részben vagy egészben  a   White Salmon, Washington című angol Wikipédia-szócikk ezen változatának fordításán alapul.  Az eredeti cikk szerkesztőit annak laptörténete sorolja fel. Ez a jelzés csupán a megfogalmazás eredetét és a szerzői jogokat jelzi, nem szolgál a cikkben szereplő információk forrásmegjelöléseként.